# Teatr Scena Prezentacje w Warszawie
Teatr Scena Prezentacje – nie istniejący już miejski teatr w Warszawie założony w 1978 roku.
Teatr posiadał dwie sceny:
- główna - mieszczącą się w dawnej czyszczarni
- szopa - mała scena, mieszczącą się w oddzielnym budynku wybudowanym specjalnie dla potrzeb teatru

## Lokalizacja
Teatr znajdował się na terenie dawnej fabryki Norblina na rogu ul. Żelaznej i ul. Prostej (ul. Żelazna 51/53).

## Historia
Założycielem i dyrektorem Teatru Scena Prezentacje był Romuald Szejd.
29 października 1979 - Inauguracja działalności Sceny. Siedzibą - Społeczny Dom Kultury na Żoliborzu, ul. Próchnika 8A, patronem - Zakład Widowisk Estradowych ZPR. Pierwsze przedstawienie - "Heloiza i Abelard" poprzedzone występem Polskiej Orkiestry Kameralnej pod dyrekcją Jerzego Maksymiuka. Na widowni grono zdumionych emerytek oraz Magdalena Zawadzka z ciotką. W ramach cyklu imprez uświetniających inaugurację działalności Sceny z recitalami wystąpili również Jonasz Kofta i Marek Grechuta.
sierpień 1980 - Mecenat nad Sceną Prezentacje roztacza Robotnicze Centrum Sztuki Estradowej "Ursus". W zamian Teatr raz w miesiącu daje spektakle w Domu Kultury w Ursusie.
21-24 lutego 1981 - Występy znakomitej francuskiej piosenkarki, Catherine Sauvage. Pierwszy gość Sceny Prezentacje, początek współpracy z Alliance Française
13 grudnia 1981 - Planowana na ten dzień premiera "Ścisłego nadzoru" nie odbyła się (stan wojenny). Teatr wznawia działalność 18 I 1982 bez strat w repertuarze
13 października 1982 - Nowy adres Sceny Prezentacje.
(...) Zapowiadana (we wrześniu - przyp. red.) przeprowadzka do jednej z hal zakładów Norblina odwleka się, tak więc Scena tymczasem znalazła przytułek w "Buffo" przy ul. Konopnickiej 6. Nowy adres jest aktualny od 13 bm., kiedy Prezentacje rozpoczną swoją działalność w nowym miejscu. Rozpoczną świetnym przedstawieniem "Łysej śpiewaczki" Ionesco (...)
21 listopada 1982 - Francuscy artyści w Prezentacjach. Występ piosenkarki Dani i komika Douby'ego
28-29 maja 1983 - Gościem Sceny Prezentacje Biała Dama z Saint Germain de Pres - Cora Vaucaire
lato 1983 - Na terenie zabytkowego kompleksu fabrycznego Zakładów Norblina trwa remont i adaptacja pomieszczeń dawnej czyszczarni dla potrzeb Teatru. Autorem projektu - Marcin Stajewski. Romuald Szejd sprawdza swe siły jako zaopatrzeniowiec, inspektor i pomocnik budowlany
17 stycznia 1984 - Prezentacje u Norblina.
(...) Będzie to pierwsza tego typu siedziba teatralna w Warszawie, analogiczna do tej, którą zajmuje głośny francuski teatr Du Soleil. Jak wiadomo, zabytkowy obiekt przy ul. Żelaznej 51/53 (róg Prostej) administrowany jest przez Muzeum Techniki. Hala, służąca teraz teatrowi, wynajęta została dla Prezentacji na cztery lata przez Stołeczną Estradę. Remont nadzorowały Pracownie Konserwacji Zabytków
15 marca 1984 - Gościem Sceny Prezentacje światowej sławy mim francuski Pradel
1 października 1984 – wieczór muzyki poważnej w wykonaniu francuskiego gitarzysty Pierre'a Lauieau
9 marca 1985 - Mim Pradel ponownie gościem Sceny Prezentacje
7 maja 1985 - Występ zespołu Zero Théâtre ze spektaklem "Le Paradis du Catastrophe"
6-8 lutego 1986 - Goście z Paryża Compagine de Mime Théâtre Magenia
20 października 1986 - Z recitalem wystąpił piosenkarz Serge Kerval
21 października 1986 - Spektakl Zero Théâtre pt. "Kilt"
10-11 października 1987 - Cora Vaucaire ponownie w Prezentacjach
29 października 1989 - Jubileusz 10-lecia Teatru Scena Prezentacje
18 lipca 1995 - Otwarcie nowej sceny pod nazwą "Szopa" - na inaugurację premiera sztuki "Remi-dżin"
1996 - Ogólna renowacja teatru
październik 1999 - XX-lecie Teatru Scena Prezentacje - premiera spektaklu "Co nam zostało z naszej miłości..." czyli piosenki Charlesa Treneta